# 马海曙
马海曙（？—？），浙江鄞县（今浙江宁波）人，是一名清朝政治人物。
马海曙曾于1891年接替陈玉斌任宝山县知县一职，1895年由陆桐华接任。
后代中有著名的“鄞县五马”。